# Вашер блідий
Ва́шер блідий (Agelaioides fringillarius) — вид горобцеподібних птахів родини трупіалових (Icteridae). Ендемік Бразилії. Раніше вважався конспецифічним з рудокрилим вашером.

## Опис
Довжина птаха становить 17,5-18 см, вага 40 г. Верхня частина тіла коричнева з легким оливковим відтінком, нижня частина тіла блідо-коричнева, крила рудувато-коричневі, обличчя чорнувате. Дзьоб і лапи чорні.

## Поширення і екологія
Бліді вашери мешкають на північному сході Бразилії, від Піауї до Пернамбуку, Баїї і Мінас-Жерайсу. Вони живуть в рідколіссях і сухих чагарникових заростях каатинги. Зустрічаються на висоті до 800 м над рівнем моря.